# Торесквадрата (Перуђа)
Торесквадрата је насеље у Италији у округу Перуђа, региону Умбрија.
Према процени из 2011. у насељу је живело 249 становника. Насеље се налази на надморској висини од 295 м.